# دوبار (ترانه)
دوبار (انگلیسی: Twice) ترانه‌ای ضبط‌شده از خواننده آمریکایی کریستینا آگیلرا برای هشتمین آلبوم استودیویی‌اش رهایی (۲۰۱۸) است. این ترانه در ۱۱ مه ۲۰۱۸ به‌عنوان اولین تک‌آهنگ تبلیغاتی آلبوم توسط آرسی‌ای رکوردز منتشر شد.

## جدول‌ها
| جدول (۲۰۱۸)                                         | اوج موقعیت |
| --------------------------------------------------- | ---------- |
| استرالیا Digital Tracks (جدول‌های ای‌آرآی‌ای)          | ۳۵         |
| فرانسه (اس‌ان‌ئی‌پی)                                   | ۱۶۹        |
| فیزیکی/دیجیتال اسپانیایی (سازنده‌های موسیقی اسپانیا) | ۳۱         |
| ۴۲                                                  |            |